# Latría

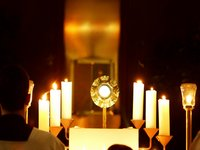
Adoración eucarística, que en el catolicismo forma parte del culto de latría

Latría es un término proveniente del latín latrīa, y este a su vez del griego λατρεια, que significa "adoración" o "culto". Se usa en la teología católica para referirse a la forma más alta de reverencia, el culto de adoración que, en sentido estricto, solo debe dirigirse y ofrecerse absolutamente a Dios, Santísima Trinidad, o a alguna de sus tres personas en particular (Dios Hijo, Jesucristo, o la presencia de Jesucristo en la Eucaristía).
Por lo tanto, según la doctrina católica la expresión culto de latría hace referencia al culto que se le rinde a Dios con exclusividad.

## Sujeto de la latría
En línea con lo explicado por Tomás de Aquino, la latría es un acto de devoción y, por lo tanto, se relaciona con la virtud de la religión, ya que se vincula con el culto o servicio de Dios.
El acto de devoción brota de la voluntad. Y el término o sujeto en el que recae la devoción se refiere exclusivamente a Dios.

## Latría y dulía
En el catolicismo, el llamado culto a los santos en nada se opone ni menoscaba el culto de latría a Dios. En efecto, el culto a los santos no termina en ellos, sino en Dios mismo. Dicho en términos sencillos, se venera a los santos por lo que tienen de Dios, por la gracia de Dios presente en ellos. Ya que, en el decir del propio Jesucristo citando a Deuteronomio 6, 13:

"Está escrito: Adorarás al Señor tu Dios y solo a él darás culto".
Evangelio de Lucas 4, 8

En el catolicismo, la veneración a los santos se concibe como el respeto que se les debe por su dignidad, grandes virtudes, y su bienaventuranza en Dios, y recibe el nombre de dulía. Al venerarse a los santos por lo que tienen de Dios, María, madre de Jesús recibe culto de hiperdulía —que significa «más que de simple dulía»— en razón de su excelencia sobre los demás santos. Tal es la forma en que la Iglesia católica reconoce la «plenitud de gracia» de Dios en ella, al interpretar diferentes pasajes del Evangelio de Lucas:

Y entrando (el ángel Gabriel), le dijo: «Alégrate, llena de gracia, el Señor está contigo.» Ella (María) se conturbó por estas palabras, y discurría qué significaría aquel saludo. El ángel le dijo: «No temas, María, porque has hallado gracia delante de Dios […]»
Lucas 1, 28-30

[…] porque (el Señor) ha puesto los ojos en la humildad de su esclava, por eso desde ahora todas las generaciones me llamarán bienaventurada, porque el Poderoso ha hecho en mi favor maravillas […]
Lucas 1, 48-49

## Latría, idolatría y egolatría
«Latría» es también usado como sufijo, con el significado de adoración, en composiciones como, por ejemplo, «idolatría»: adoración a los ídolos. La idolatría consiste en tributar adoración a un ídolo.
En las religiones monoteístas se considera siempre y de suyo una falta gravísima por la injuria que con ella se hace a Dios
Otro ejemplo de la utilización del término «latría» como sufijo es en la palabra «egolatría», entendida como culto, adoración o amor excesivo de sí mismo. Se trata de uno de los atributos que, a juicio de Guillermo Rendueles Olmedo, mejor caracteriza a los individuos que viven en la posmodernidad, pensamiento cuya presentación ha recibido recensiones positivas.